# インフェルノ (2016年の映画)
『インフェルノ』（Inferno）は、2016年のアメリカ合衆国のミステリスリラー映画。ダン・ブラウンによる2013年の同名の小説を原作とし、ロン・ハワードが監督、デヴィッド・コープが脚本を務めた。『ダ・ヴィンチ・コード』及び『天使と悪魔』の続編であり、再びロバート・ラングドン役を務めるトム・ハンクスに加え、フェリシティ・ジョーンズ、オマール・シー、シセ・バベット・クヌッセン、ベン・フォスター、イルファーン・カーンらが出演する。撮影は2015年4月27日よりヴェネツィアで始まり、7月21日にブダペストで完了した。日本では2016年10月28日より公開された。

## あらすじ
ハーバード大学教授のロバート・ラングドンはイタリアはフィレンツェの病院の一室で目を覚ます。彼にはここ数日間の記憶がなく、そして世界が灼熱地獄と化す幻影に悩まされていた。彼の担当医の一人であるシエナ・ブルックスは頭部への銃撃による怪我が原因で彼が記憶喪失に陥っているのだと告げる。そこに突然、女殺し屋のヴァエンサが現れる。シエナはラングドンの逃亡を手助けし、2人は彼女のアパートへ逃げ込む。
2人はラングドンの所持品の中にダンテの『インフェルノ』（『神曲』地獄篇）をモチーフとしたボッティチェリの『地獄の見取り図』（Map of Hell、Divine Comedy Illustrated by Botticelli）に一部修正を加えた映像を映し出す小型のプロジェクター（ファラディー・ポインタ）を見つける。やがて彼らはそれがバートランド・ゾブリストによって残された第一の手掛かりである事に気づく。彼は大富豪でもある遺伝学者で、その主張は「過激な方策を以ってしない限り地球の人口爆発に歯止めをかける事はできない」と言うものであったが、武装した政府部隊に追われ自殺により命を絶った。ラングドンとシエナは、ダンテに取り憑かれたゾブリストが大量殺戮を可能とする「インフェルノ」なるウィルスを開発したのではと考える。その間にも彼らはアパートを嗅ぎつけたヴァエンサと地元警察の両方に追われ再び逃亡を余儀なくされる。ダンテの作品や歴史、そしてフィレンツェの町に関するラングドンの豊富な知識を頼りに暗殺者や政府機関の追っ手から逃れつつ、2人は文字や言葉といった手掛かりを追ってフィレンツェやヴェネツィアの様々な場所を訪れる。その中でラングドンは彼自身が決定的な手掛かりであるダンテのデスマスクを盗んだ事を知るが、彼はその事を覚えていない。
ヴァエンサは彼女の雇い主であるハリー・シムズに状況を報告する。彼は民間の危機管理会社「大機構」のCEOであり、ゾブリストは彼らの顧客であった。一方、2人を追う政府武装部隊は世界保健機関（WHO）であり、彼らはエリザベス・シンスキーの指揮の元、ゾブリストの開発したウィルスの拡散を防ごうとしていた。ゾブリストはウィルスに関するビデオメッセージをシムズに託しており、指定した日時にこれを全世界に公開するよう依頼していた。ところが、当初の計画に狂いが生じたため、指定の日時まで中身を見てはならないというゾブリストとの契約に反してビデオを見たところ、その内容に衝撃を受けたシムズは、一転してシンスキーに協力を申し出て、ともにウィルスの拡散を阻止しようとする。しかしその頃、ラングドンとシエナはWHOの一員であると称するクリストフ・ブシャールから接触を受け、シンスキーは裏切り者であり、彼女は自らの利益の為に「インフェルノ」ウィルスを追っているのだと聞かされる。3人はしばし協力するが、やがてラングドンはブシャールこそが自らの利益の為にウィルスを追っているということを見抜き、再び2人での逃亡が始まる。
ラングドンはウィルスがイスタンブールのアヤソフィアにある事を突き止める。それを知ったシエナは、彼女がゾブリストのかつての恋人であり、自らがウィルスを拡散させる決意である事を明らかにし、ラングドンの元から逃走する。ここまでの過程はゾブリストに万が一があった際のバックアップ・プランだったのだ。一方ラングドンは再びブシャールによって捕らわれの身となるがシムズによって助けられシンスキーとの再会を果たす。かつての恋人である彼女がラングドンにファラディー・ポインタの画像の謎解きを依頼し、その結果として彼はシムズの組織に誘拐されベンゾジアゼピンを投与され、記憶を失ったのであった。病院でラングドンが殺し屋に命を狙われたのは、ラングドンがシエナに都合良く動くよう仕向けるために計画された茶番劇だったのである。
ウィルスの入ったビニール袋はイスタンブールのバシリカ・シスタン（イスタンブールの地下宮殿）の地下貯水池に設置されていた。ラングドン、シムズ、そしてシンスキーらがWHOの部隊と共にウィルスの捜索と回収に急ぐ一方、シエナと彼女の同胞は、ラングドンたちにウィルスを回収されてしまう前に、遠隔操作式の爆弾によって設置場所を爆破することで、ウィルスを拡散させることを計画していた。シンスキーがついにウィルスの入ったビニール袋を発見し、ケースに格納したのと時を同じくして、シムズはシエナの同胞と、シエナはラングドンと対峙していた。シムズは負傷を追いながら応戦するも、シエナの同胞に刺された場所が致命傷となり死亡。ラングドンの説得も聞き入れず、爆弾の遠隔操作ボタンを押すシエナであったが、あらかじめ周辺の電波が遮断されていたため失敗に終わる。そこで、シエナは貯水池の中へ飛び込み、ラングドンの目の前で自らの命を投げ打って直接爆弾を爆発させた。しかし、ケースが爆発の衝撃に耐えたため、ケース内で袋が破裂したのみで、ウィルスが外に漏れ出るまでには至らず、シエナは無駄死に終わる。これで一件落着かと思われたところ、生き残っていた同胞の1人が最後の力を振り絞ってケースを開けようとするも、これも失敗に終わり、ついにウィルスの拡散は阻止された。ウィルスはWHOに接収され、ラングドンはデスマスクを返す為にフィレンツェへと戻った。

## キャスト
※括弧内は日本語吹替
- ロバート・ラングドン[5] - トム・ハンクス（江原正士）
- シエナ・ブルックス[6] - フェリシティ・ジョーンズ（佐古真弓）
- クリストフ・ブシャール[6] - オマール・シー（乃村健次）
- バートランド・ゾブリスト[7][8] - ベン・フォスター（花輪英司）
- ハリー・シムズ[6] - イルファーン・カーン（谷昌樹）
- エリザベス・シンスキー[6] - シセ・バベット・クヌッセン（深見梨加）
- ヴァエンサ[8] - アナ・ウラル（英語版）（浅野まゆみ）
- マルタ・アルヴァレス - アイダ・ダーヴィッシュ（加藤有生子）
- リチャード[8] - ジョン・ドナヒュー（篠塚勝）
- アルボガスト - ポール・リッター（星野充昭）
- 教授 - フィリップ・アルディッティ（英語版）（宮内敦士）
- ミルサット - メフメット・エルゲン（英語版）（天田益男）
- セキュリティー・ディレクター - シモーヌ・マリアーニ（英語版）（高桑満）
- パルケル - ファウスト・マリア・シャラッパ（イタリア語版）（平修）
- アントワーヌ - グザヴィエ・ローラン（フランス語版）（今村一誌洋）

## 製作
2013年7月16日、ソニー・ピクチャーズ エンタテインメントはダン・ブラウンによるロバート・ラングドンを主役としたシリーズ小説の４作目『インフェルノ』の映画でロン・ハワードが監督を務め、デヴィッド・コープが脚本を執筆する予定であることを発表した。製作はイマジン・エンターテインメントが務め、ラングドン役にはトム・ハンクスの続投が検討された。2014年8月26日、ソニーはハワードとハンクスとの契約を結び、2015年4月からイタリアで撮影を開始する予定を組んだ。また、ブライアン・グレイザーもプロデューサーを続投した。
2014年12月2日、フェリシティ・ジョーンズと出演交渉中であることが報じられた。2015年2月17日、スタジオはシエナ・ブルックス役のジョーンズ、クリストフ・ブルーダー（映画ではブシャール）役のオマール・シー、ハリー・"プロヴォスト"・シムズ役のイルファーン・カーン、世界保健機関事務局長エリザベス・シンスキー役のシセ・バベット・クヌッセンといったキャストを発表した。2015年3月10日、さらにベン・フォスターが名称不明の悪役で加わったことが報じられた。

### 撮影
撮影は2015年4月27日よりイタリアのヴェネツィアで始まり、同月末にはフィレンツェに移った。ハンクスが登場する屋外の場面は5月2日より始まり、ヴェッキオ宮殿や市内の歴史的な場所で撮影が行われた。第二班のスタントはヴェッキオ橋付近のアパートで撮影を行った。5月11日、フィレンツェのランドマークの低飛行空撮が行われた。また、パドヴァ駅でも同様に撮影されている。6月5日時点で映画の多くの部分をハンガリーのブダペストのコルダ・スタジオで撮る計画が立てられていた。撮影は7月21日に完了した。
物語序盤でラングドンが脳震盪となることから、ロケ撮影中の製作コードネームは「Headache」（頭痛）であった。

### 音楽
ハンス・ジマー作曲、オーストリアのウィーンにあるシンクロン・ステージで録音。
| #         | タイトル                           | 作詞  | 作曲・編曲 | 時間 |
| --------- | ---------------------------------- | ----- | ---------- | ---- |
| 1.        | 「Maybe Pain Can Save Us」         |       |            | 3:02 |
| 2.        | 「Cerca Trova」                    |       |            | 3:17 |
| 3.        | 「I'm Feeling A Tad Vulnerable」   |       |            | 2:08 |
| 4.        | 「Seek and Find」                  |       |            | 2:03 |
| 5.        | 「Professor」                      |       |            | 4:26 |
| 6.        | 「Venice」                         |       |            | 5:44 |
| 7.        | 「Via Dolorosa #12 Apartment 3C」  |       |            | 4:20 |
| 8.        | 「Vayentha」                       |       |            | 4:38 |
| 9.        | 「Remove Langdon」                 |       |            | 3:17 |
| 10.       | 「Doing Nothing Terrifies Me」     |       |            | 3:24 |
| 11.       | 「A Minute to Midnight」           |       |            | 1:52 |
| 12.       | 「The Cistern」                    |       |            | 6:43 |
| 13.       | 「Beauty Awakens The Soul To Act」 |       |            | 5:58 |
| 14.       | 「Elizabeth」                      |       |            | 4:33 |
| 15.       | 「The Logic Of Tyrants」           |       |            | 5:07 |
| 16.       | 「Life Must Have It's Mysteries」  |       |            | 3:54 |
| 17.       | 「Our Own Hell On Earth」          |       |            | 6:19 |
| 合計時間: | 合計時間:                          | 70:45 |            |      |

## 公開
2013年7月、ソニーは公開日を2015年12月18日と発表した。しかしながら『スター・ウォーズ/フォースの覚醒』と公開日が衝突すると、2016年10月14日に変更された。2016年初頭、公開日は2016年10月28日に再変更された。公開形態は2D及び3Dである。2016年5月9日、ソニーは1本目のティーザー予告編を公開した。

## テレビ放送
| 回数 | 放送局     | 番組名         | 放送日       | 放送時間      | 放送分数 | 平均世帯視聴率 | 備考                             |
| ---- | ---------- | -------------- | ------------ | ------------- | -------- | -------------- | -------------------------------- |
| 1    | フジテレビ | 土曜プレミアム | 2019年3月9日 | 21:00 - 23:30 | 150分    | 9.1%           | 地上波初放送 ノーカット 20分拡大 |

## Blu-ray/DVD
ソニー・ピクチャーズ エンタテインメントより4K Ultra HD Blu-ray/Blu-ray Disc/DVDの3フォーマットで、2017年2月22日に初回生産限定版5形態が、2017年8月23日に廉価版2形態がリリース。 特典映像ディスクはBlu-rayのみ制作された。
- インフェルノ 4K Ultra HD ＆ブルーレイセット ※2017年2月22日/3枚組（本編4K、本編Blu-ray、特典Blu-ray）/初回生産限定

- Blu-ray
  - インフェルノ ロバート・ラングドン  Blu-rayトリロジーパック ※2017年2月22日/4枚組（「インフェルノ」本編、「インフェルノ」特典、「ダ・ヴィンチ・コード」本編、「天使と悪魔」本編）/初回生産限定
  - インフェルノ ※2017年2月22日/2枚組/初回生産限定
  - インフェルノ ※2017年8月23日/1枚組/廉価版

- DVD
  - インフェルノ ロバート・ラングドン  DVDトリロジーパック ※2017年2月22日/3枚組（「インフェルノ」本編、「ダ・ヴィンチ・コード」本編、「天使と悪魔」本編）/初回生産限定
  - インフェルノ ※2017年2月22日/1枚組/初回生産限定
  - インフェルノ ※2017年8月23日/1枚組/廉価版

## 評価
レビュー・アグリゲーターのRotten Tomatoesでは254件のレビューで支持率は23%、平均点は4.60/10となった。Metacriticでは47件のレビューを基に加重平均値が42/100となった。